# Justicia bolusii
Justicia bolusii är en akantusväxtart som beskrevs av C. B. Cl.. Justicia bolusii ingår i släktet Justicia och familjen akantusväxter. Inga underarter finns listade i Catalogue of Life.